# Повстання червоних пов'язок
Повстання червоних пов'язок (кит. трад. 紅巾起義, спр. 红巾之乱, піньїнь: Hóng jīn qǐyì, акад. Хунцзинь ции палл. Хунцзінь ції) — повстання у 1351–1368 роках в Китаї проти релігійного та національного гніту монгольської династії Юань, який завершився падінням влади монголів, відновленням незалежності Китаю і встановленням в ньому правління династії Мін.
Повстання почалося з селянських бунтів, які часто очолювали представники різних таємних релігійних організацій, що походили від секти «Білий лотос». Поступово повстання розросталося, і до нього долучалися все ширші верстви населення. Повстанці носили на головах червоні пов'язки, аби відрізнятися від урядових військ. Повстанці не мали єдиного командування, це була велика кількість різних угруповань, що ворогували між собою, а їхні лідери часто проголошували себе імператорами і вели свою генеалогію від домонгольських сунських правителів, спираючись на легенди та містичні уявлення. З часом, повстання переросло у громадянську війну: між собою воювали монгольські генерали, що збунтувалися, та керівники різних угруповань Червоних пов'язок і антимонгольської опозиції, укладаючи при цьому нестійкі союзи з монгольськими генералами.
Переможцем в цій війні став Чжу Юаньчжан — один з вождів повстанців, який спочатку захопив Нанкін і зробив його своєю столицею, потім розбив лідерів Червоних пов'язок та інші повстанські угруповання, далі захопив монгольську столицю Даду, вигнавши монголів у азійські степи, після чого проголосив себе імператором нової династії Мін.

## Причини повстання

Бій повстанців з монголами. Картина 1988 року

Невдоволення китайського населення (хань) було викликано національною дискримінацією, яка встановилася в імперії Юань проти них. Монголи та сему, що становили незначну частину населення, отримали основні посади та привілеї, в той час як китайці займали низьке становище, особливо жителі Півдня: їм було заборонено обіймати державні посади, носити зброю, полювати, вночі запалювати світло і ходити по місту чи селі. Хоча монголи досить лояльно ставилися до китайської культури та всіх релігій, все ж таки, вони заохочували поширення шкіл буддизму, який був офіційною релігією, а ставлення до представників інших конфесій, зокрема конфуціанців, було байдужим.
Невдоволення податного населення (міньху) викликали зростання податків і повинностей, що було пов'язане зі скороченням числа податкових селян і земель, що їм належали, через самозахоплення їх монгольськими феодалами, в той час як, сума основного продовольчого податку, що сплачували міньху, була фіксованою і не залежала від розміру ділянки землі. Залежні селяни (дяньху), яких в імперії було більшість, страждали від непомірної орендної плати, що стягувалася китайськими землевласниками, що надалі визначило характер повстань на Півдні Китаю, які перш за все були спрямовані проти «своїх» феодалів.
У 1344 році розлилася річка Хуанхе та зруйнувала давно не ремонтовані дамби й змінила річище, в результаті чого було затоплено півострів Шаньдун і зруйновано Великий канал через який здійснювалося постачання північним землям продовольства, що призвело до голоду в північних провінціях.
З цього часу селянські повстання стали спалахувати все частіше, стурбовані чиновники подавали імператору доповіді, де пропонували заходи для запобігання бунтів. Однак уряд монгольського імператора Тогон-Темура залишався байдужим до застережень.
За таких обставин перший міністр Тогто, всупереч порадам сановників-китайців, провів в 1350 році грошову реформу, названу сучасниками грабіжницькою. Реформа дала скарбниці на перших порах великі кошти, на які Тогто вирішив здійснити на Хуанхе іригаційне будівництво, на яке були зігнані 150 тисяч робітників і 20 тисяч солдатів. Канал був побудований, але безліч людей загинуло від важких умов. Обуренням десятків тисяч голодних людей скористалися члени організації Білий лотос для проповіді свого вчення і пропаганди повстання, і в 1351 році в Китаї почалася чергова селянська війна, спрямована як проти монгольських завойовників, так і проти китайських феодалів.

## Хід повстання

### Перший етап
Каталізатором нагнітних обставин слугував виявлений в кінці травня 1351 року одноокий ідол з написом на спині: «Це і є кам'яний одноокий чоловік. Як тільки його знайдуть, Піднебесна повстане». Виявлення ідола справило незабутнє враження на забобонних селян, оскільки в народі вже давно ходила пісенька,  яка пророкувала близькість бунту: «Кам'яний одноокий чоловік обурить Хуанхе, і Піднебесна повстане». За наявними нині в істориків відомостями, «виявлення» статуї було інспіровано членами Білого лотоса, які незабаром почали створювати з селян-будівельників повстанські загони.
28 травня 1351 року в долині Хуанхе почалося повстання, яке призвело до падіння імперії Юань.
Важливу роль на першому етапі повстання (1351—1354) зіграли Лю Футун (кит.: 刘福通) радник і активіст Товариства Білого лотоса, і Хань Шаньтун, керівник Білого Лотоса, якого проголосили нащадком сунського імператора Хуейцзун і втіленням Будди Майтреї. Загони повстанців отримали назву «червоні війська», оскільки повстанці за для розпізнавання пов'язували голови червоними хустками.
Попри те, що вже незабаром Хань Шаньтуна схопили та стратили, загонам під керівництвом Лю Футуна щастило: за другу половину 1351 року вони зайняли повіти Лошань, Чженьян, Цюешань, Уян, округи Сіжчоу і Гуанчжоу, а число повстанців досягло ста тисяч.
Слідом за округом Інчжоу повстання «червоних військ» охопили й сусідні райони провінції Хенань. 31 серпня повстання почалося в Сюйчжоу області Гуйде, його очолив Лі Ер, прозваний Чжіма Лі (Кунжутний Лі). Незабаром війська Лі Ера приєдналися до армії Лю Футуна, а сам Кунжутний Лі перейшов під його безпосереднє начальство.
Через три місяці після початку повстання «червоних військ» в північному Хенань бунт спалахнув в Центральному Китаї. Наприкінці серпня 1351 року там почали боротьбу повстанці Сюй Шоухуя, який незабаром був проголошений імператором новоствореної держави Цішуй. Подібно Чжіма Лі, приєднався до військ Лю Футуна, до повстання Сюй Шоухуя примикали більш дрібні повстанські групи. У підсумку за чотири-п'ять місяців повстання охопило величезну територію на півдні та заході Хенань, значну частину Цзянси, а також частину провінцій Хугуан і Цзянчже (Цзянсі + Чжецзян). При цьому слід пам'ятати, що територія кожної з них в юанський період була набагато ширше сучасних провінцій Хенань і Цзянсі. Повсталі в Центральному Китаї не висували чітких гасел повалення іноземного ярма, як повстанці Лю Футуна, а й тут боротьба селян (а також приєднаних до них найбідніших верств) була спрямована проти феодалів, як монгольських, так і китайських.
Незважаючи на то, що до початку повстання монгольська армія була вкрай дезорганізована, Тогто дуже швидко зміг навести порядок в рядах військових, і вже в другій половині року державна армія, підтримку якій надавали місцеві військові формування китайських і монгольських феодалів (Ібін), завдала ряд істотних поразок як військам Лю Футуна, так і Сюй Шоухуя, і в обох випадках, повстання були ліквідовані повністю.
Після того як 1354 року повстання в провінціях Хенань, Цзянсі, Хугуана і Цзянчже в цілому зазнали поразки, Тогто зробив спробу ліквідації бунту в пониззі річки Янцзи, де тривало повстання на чолі з Чжанем Шиченем і Фан Гочженем. Однак несподіване усунення головнокомандувача із займаного поста зірвало плани монголів.
У 1352—1354 роках невелике вогнище повстання існувало та повільно розвивалося в Ханчжоу (провінція Хенань). Керівництво повсталими здійснював Го Цзисінь, заможний городянин, член Білого Лотоса. Він був не єдиним керівником повсталих в Ханчжоу, що надалі призвело до ворожнечі лідерів, розколу руху і перемозі в міжусобній боротьбі Чжу Юаньчжана, зятя Го Цзисіня.

### Другий і третій етапи
31 березня 1355 року керівники північної гілки «червоних військ» Лю Футуна та інші розшукали сина першого вождя повсталих, голови товариства Білий лотос Хань Шаньтуня — Хань Ліньєра — і його мати, які втекли в 1351 році, їх привели до міста Бочжоу та оголосили про створення повстанської імперії Сун. Хань Ліньєр був проголошений імператором, а його мати — вдовою імператрицею.
1357—1358 роки були періодом найвищого підйому повстання «червоних військ» Лю Футуна, а також кульмінаційним в ході повстання Сюй Шоухуя — Чень Юлянь. Чжу Юаньчжан за 1356-57 роки зміг вигнати з підконтрольних територій останні урядові війська, а також стабілізувати територію з володіннями Чжан Шичень. Оскільки останній перестав представляти для нього будь-яку значущу загрозу з кінця 1357 року Чжу зупинив наступальні дії та перейшов до оборони.
Після того, як в кінці лютого—початку березня 1363 року урядова армія та армія Чжан Шиченя, який уклав перемир'я з монголами, оточили Аньфин, останній притулок Хань Ліньєра і Лю Футуна, багаторічне повстання «червоних військ» на Півночі зазнало поразки, Лю Футуна загинув, а Хань Ліньєр був врятований військами Чжу Юаньчжана. Відтепер імператор імперії Сун ставав почесним бранцем Чжу Юаньчжана.
У 1360—1363 роках загострилася боротьба Чжу Юаньчжана з Чень Юлянь (кит.: 陳友諒Результат протистояння на користь Чжу Юаньчжана був вирішений наперед в битві на озері Поян), яку сучасний історик У Хань назвав однією з найбільших річкових баталій в історії Китаю.
Після поразки й загибелі Чень Юляна Чжан Шиченя відмовився від формального підпорядкування юанського уряду і заявив про створення власної держави У, проголосивши себе монархом, У-Ваном. 4 лютого 1364 року в противагу своєму противнику такий самий титул прийняв Чжу Юаньчжан. В кінці 1366 року Чжу Юаньчжан захопив в полон свого противника, однак той на всі пропозиції скоритися відповідав відмовою. Зрештою Чжу Юаньчжан нібито послав йому шовковий шнурок, на якому той і повісився.
На китайський новий рік 1368 року (23 січня 1368 роки) Чжу Юаньчжан в Нанкіні оголосив себе імператором нової династії Мін, проголосивши свій девіз правління Хун'у (кит.: 洪武). У вересні того ж року його війська взяли штурмом Пекін, вигнавши останнього юанського імператора Тогон-Темура.

## Підсумки повстання
Хоча повстання підігрівалося різними релігійними рухами, прийшовши до влади, новий монарх насамперед розгромив своїх колишніх союзників-сектантів і заборонив створювати таємні товариства. Роль державної ідеології зайняло неоконфуціанське вчення Чжу Сі, знаменитого конфуціанського філософа епохи Сун.